# Stygiomysis
Stygiomysis é o único gênero de crustáceos da família Stygiomysidae, que pode ser considerada parte das ordens Stygiomysida [en] ou Mysida.
As espécies desse gênero são encontradas no Caribe.

#### Espécies
- Stygiomysis aemete Wagner, 1992
- Stygiomysis clarkei Bowman et al., 1984
- Stygiomysis cokei Kallmeyer & Carpenter, 1996
- Stygiomysis holthuisi (Gordon, 1958)
- Stygiomysis hydruntina Caroli, 1937
- Stygiomysis ibarrae Ortiz, Lalana & Perez, 1996
- Stygiomysis major Bowman, 1976